# Докукин, Иван Архипович
Ива́н Архи́пович Доку́кин (1920—1943) — участник Великой Отечественной войны, Герой Советского Союза, заместитель командира эскадрильи 504-го штурмового авиационного полка 226-й штурмовой авиационной дивизии 8-й воздушной армии Юго-Восточного фронта, капитан ВВС.

## Биография
Родился 17 июня 1920 года в селе Знаменка ныне Большеболдинского района Нижегородской области в семье крестьянина. Русский.
Отец погиб во время гражданской войны. Мать уехала на заработки в Москву, куда в 1932 году забрала и сына. Образование неполное среднее. По окончании школы ФЗУ работал сварщиком в термитном цехе московского завода «Калибр». В 1939 году комсомольская организация завода направила его в планерную школу Ростокинского района, после её окончания — в Тушинскую, а затем в Серпуховскую авиашколу.
В Красной Армии с 1939 года. В 1941 году окончил Серпуховскую военную авиационную школу лётчиков. С июня 1941 года в действующей армии. Война застала Ивана Докукина в авиационной части, которая базировалась на западной границе. С самого начала войны лётчик участвовал в боях. Защищал небо Ленинграда.
Был влюблён в Карамышеву Марию Ивановну, 1923 года рождения, которая тоже была военной лётчицей. Они мечтали, как по окончании войны поженятся, он писал об этом своей маме в Москву. После войны Мария с дочерью приезжали к его маме, которая в то время уже жила на улице, названной в честь Ивана Докукина. Она всегда очень тепло принимала единственную любовь своего сына.
С 9 по 13 октября 1941 года Иван Докукин на самолёте «Ил-2» сделал 5 боевых вылетов на уничтожение наземных войск противника. В результате вместе с другими лётчиками подразделения он уничтожил до батальона вражеской пехоты, несколько танков и орудий. В мае 1942 года под Харьковом Докукин в составе восьмёрки совершал неоднократные налёты на вражеские аэродромы, где дислоцировались фашистские истребители. Действуя смело и решительно, он со своими боевыми товарищами за короткое время уничтожил 15 немецких самолётов Ме-109 на земле и в воздушных боях. С середины лета 1942 года Докукин сражался под Сталинградом. 21 июля 1942 года он сделал 9 боевых заходов на автоколонну противника, уничтожив 9 автомашин.
К 25 сентября 1942 года заместитель командира эскадрильи 504-го штурмового авиационного полка лейтенант Докукин уничтожил 8 самолётов, 15 танков, 110 автомашин с военным грузом, 15 мотоциклов, 3 зенитных орудия, 4 бензоцистерны и много другой техники противника.
Летом 1943 года Иван Докукин сражался над рекой Миус и в небе Донбасса. 8 июля 1943 года он погиб в авиакатастрофе.
Похоронен в городе Зверево Ростовской области.

## Память
- В Москве имя И. Докукина носят улица и бригада завода «Калибр», на территории которого установлен его бюст[1]. После завершения школьной реформы в Москве в 2015 году имя Героя также получила школа № 1499 (бывшая школа № 269), находящаяся на Ростокинской ул., и все ее отделения в районе Ростокино.
- Имя И. А. Докукина выбито на стеле на Аллее Героев в Волгограде.
- В 2010 году в Звереве был открыт памятник И. А. Докукину[2]. Также его именем в городе названы улица и детская библиотека.
- В Большом Болдине в честь И. А. Докукина названа одна из улиц села[3].

## Награды
- Указом Президиума Верховного Совета СССР от 8 февраля 1943 года за образцовое выполнение боевых заданий командования на фронте борьбы с немецко-фашистскими захватчиками и проявленные при этом отвагу и геройство лейтенанту Докукину Ивану Архиповичу было присвоено звание Героя Советского Союза с вручением ордена Ленина и медали «Золотая Звезда» (№ 833).
- Награждён орденом Ленина, тремя орденами Красного Знамени, медалями.